# Basilicata zászlaja
Basilicata zászlaját 1999. április 6-án fogadták el. A zászló sötétkék alapon az 1973-ban elfogadott tartományi címert ábrázolja. A zászló oldalainak aránya 2:3.